# Przygody Robinsona Crusoe (film 1972)
Przygody Robinsona Crusoe (ros. Жизнь и удивительные приключения Робинзона Крузо) – radziecki film przygodowy z 1972 roku w reżyserii Stanisława Goworuchina. Ekranizacja klasycznej powieści Daniela Defoe z 1719 roku.

## Fabuła
Fabułę filmu stanowi wierne odzwierciedlenie literackiego pierwowzoru.

## Obsada
- Leonid Kurawlow – Robinson Crusoe
- Irakli Kisaniszwili – Piętaszek
- Jewgienij Żarikow – kapitan porwanego statku
- Władlen Paulus – Bill Atkins
- Władimir Marienkow – Jack Woodley
- Aleksiej Safonow – bosman
- Walentin Kulik – zastępca kapitana
- Ermengeld Konowałow – Bill

i in.

## Odbiór
W ZSRR film obejrzało ponad 26 mln widzów, co w roku premiery czyniło go hitem kasowym. W 1973 roku film zakupiła Polska i po zdubbingowaniu miał on swoją premierę rok później. Nad Wisłą obejrzało go blisko 2 mln widzów. Był najchętniej oglądanym filmem radzieckim w Polsce w latach 70.. Na sto najchętniej oglądnych filmów w kinach polskich w roku 1974 uplasował się na wysokim siódmym miejscu. 